# Handballregeln
Die Handballregeln bestehen aus dem Regelwerk der Internationalen Handballföderation (IHF) und den an besonders gekennzeichneten Stellen davon erlaubten Abweichungen der Nationalverbände.
Die Regeln werden von der Regelkommission für Handball der IHF im Abstand einiger Jahre angepasst, zuletzt mit Wirkung von Juli 2025. Die Regeln beziehen sich auf das Verhalten aller Beteiligten (Spieler, Mannschaftsoffizielle, Zeitnehmer und Sekretär sowie Handballschiedsrichter) während des Spiels – dazu zählen auch die Pausen – auf dem Spielfeld und die technischen Grundvoraussetzungen zum Durchführen eines Handballspiels.

## Geschichte der Handballregeln
Grundregeln wurden erstmals 1898 in Dänemark von Holger Louis Nielsen zusammengefasst und 1906 publiziert. In Deutschland fasste 1917 Karl Schelenz etwas anders und verfeinerte sie 1919 mit anderen Sportfunktionären.
Nach den deutschen Regeln wurden ab 1925 internationale Spiele in Europa abgewickelt. 1926 nominierte die International Association of Athletics Federations ein Komitee zu deren Überarbeitung, nach denen Berlin die Olympischen Spiele 1936 und die IHF die Feld- und Hallen-Weltmeisterschaft 1938 organisierte, die danach alle drei bis vier Jahre stattfanden. Ab 1940 war Handball keine Olympiadisziplin, wurde aber 1972 (Olympischen Spiele in München) auf Betreiben Skandinaviens und des Ostblocks als team handball wieder eingeführt.
Insbesondere die Regeln 8 und 16, die die Strafen behandeln, wurden im Laufe der Zeit geändert. Das geschah vor allem durch die Regeländerungen im Jahr 2010, als der Ausschluss abgeschafft und an seiner Stelle die Disqualifikation mit Bericht eingeführt wurde. Ab Juli 2016 traten weitergehende Regelungen in Kraft, die unter anderem die Regelungen für die letzten 30 Spielsekunden betreffen.

## Regelwerk
Das Regelwerk besteht aus:
- Regel 1 bis 18
- IHF-Handzeichen
- Erläuterungen zu den Regeln
- Auswechselraumreglement
- Guidelines und Interpretationen
- Richtlinien für Spielfläche und Tore

Nur an besonders gekennzeichneten Stellen dürfen die Nationalverbände Abweichungen von den Regeln erlassen, die dann Bestandteil der Regeln werden.
Daneben können die Nationalverbände für die Durchführung des Spielbetriebs weitere Bestimmungen festlegen. Im Bereich des DHB sind dies zum Beispiel:
Spielordnung (SpO)
Festlegung von Ligen, Spielberichtigungen, Regelung von Sonderfällen (Ausbleiben der Schiedsrichter)
Schiedsrichterordnung (SrO)
Ausbildung sowie Rechte und Pflichten der Schiedsrichter
Rechtsordnung (RO)
Festlegen der Rechtsinstanzen und Sanktionsmöglichkeiten über das gelaufene Spiel hinaus
Jugendordnung
ergänzende Bestimmungen für die Organisation der Deutschen Handball-Jugend als Gemeinschaft aller Jugendlichen im DHB
Trainerordnung (TO)
Festlegen von Lizenzen und deren Gültigkeitsbereich
Finanz-/Gebührenordnung (FGO)
Festlegen von Kosten für bestimmte Leistungen des Verbandes
Durchführungsbestimmungen
Regelung von Auf-, Abstieg und Zusatzbestimmungen. Für jeden Unterverband (Regionalverband, Landesverband, Kreis) existiert eine entsprechende Regelung, da die örtlichen Gegebenheiten eine Anpassung erfordern.
Jeder Unterverband hat in bestimmten Bereichen das Recht, abweichende Regelungen von der DHB-Vorgabe zu machen.

## Grundsätzliches
Es spielen zwei Mannschaften gegeneinander, die aus maximal 14 Spielern bestehen. Dabei treten auf dem Feld 7 Spieler jeder Mannschaft gegeneinander an, wovon regelmäßig 6 Feldspieler sind und ein Spieler Torhüter ist. Ziel des Spiels ist es, den Ball über die Torlinie des Gegners zwischen den Torpfosten und unter der Torlatte hindurchzubefördern. Damit der Torerfolg gültig ist, muss der Ball die Torlinie vollständig überschritten haben und es darf unmittelbar vorher kein Regelverstoß der angreifenden Mannschaften stattgefunden haben. Die Mannschaft, die während des Spiels die meisten Torerfolge erzielt, gewinnt.
Der Ball darf von den Feldspielern mit dem ganzen Körper gespielt werden, außer mit Unterschenkel und Fuß (Fußspiel). Wird der Ball absichtlich mit Fuß oder Unterschenkel berührt, so wird eine progressive Strafe verhängt. Erfolgt es ohne Absicht, das heißt, der Fuß geht nicht aktiv zum Ball, so gibt es nur einen Freiwurf für die gegnerische Mannschaft. Ein Anwerfen des Abwehrspielers ohne dessen aktive Beteiligung ist nicht zu ahnden.
Jede Mannschaft besitzt einen Torwart, der den Ball innerhalb des eigenen Torraums auch mit dem Fuß bzw. dem Bein berühren darf, so lange er dies zur Abwehr tut, das heißt, wenn der Ball sich nicht in Richtung Spielfeld bewegt. Bewegt sich der Ball jedoch in Richtung der Seiten- oder Mittellinie und damit in Richtung des Spielfeldes, so ist eine Abwehr mit Fuß und Unterschenkel nicht erlaubt. Dieses Vergehen wird nur mit einem Freiwurf für die angreifende Mannschaft sanktioniert, nicht aber mit einer progressiven Bestrafung des Torwartes. Außerhalb des Torraums muss er sich wie ein normaler Feldspieler verhalten.
Wenn der Ball das Spielfeld verlässt, erhält die Mannschaft, die den Ball nicht als letzte berührt hat, den Ball. Wie der Ball wieder ins Spiel gebracht wird, hängt davon ab, welche Linie er überquert hat:
- Seitenlinie: Einwurf
- Torauslinie, aber kein Torerfolg: Berührt ein Spieler der angreifenden Mannschaft oder der Torwart zuletzt den Ball, erfolgt ein Abwurf.

Bei einem gültigen Torerfolg erhält die Mannschaft, gegen die das Tor erzielt wurde, einen Anwurf.

### Spielflächen

Skizze des Spielfeldes

Die Spielfläche hat die Form eines Rechtecks (40 m × 20 m) und wird durch die Mittellinie in zwei Hälften geteilt.
In der Mitte der Schmalseiten befinden sich die Tore, vor diesen die jeweiligen Torräume. Der Raum innerhalb der Spielfläche, aber außerhalb der Torräume, ist das Spielfeld.
Grundsätzlich gilt, dass alle Linien zu dem Raum gehören, den sie begrenzen. Für die Mittellinie bedeutet dies, dass sie zu beiden Spielfeldhälften gehört.
In Ausnahmefällen kann in einem Nationalverband auch eine kleinere Spielfläche zugelassen werden.
Die Beschaffenheit von Spielfläche und Toren ist von der IHF in den „Richtlinien für Spielflächen und Tore“ festgelegt.

#### Tore
Die Tore sind in der Regel im Lichten drei Meter breit und zwei Meter hoch. Sie müssen fest im Boden oder an der dahinter liegenden Wand verankert sein.
Der Torrahmen muss ein Rechteck sein.
Die Torpfosten und die Querlatte, welche sie verbindet, müssen aus dem gleichen Material (zum Beispiel Holz oder Leichtmetall) bestehen und ein quadratisches Profil von 8 cm Kantenlänge aufweisen. Die Kanten müssen abgerundet sein und einen Radius von 4±1 mm aufweisen. Die Torpfosten und die Querlatte müssen auf den drei von der Spielfläche einzusehenden Seiten mit zwei deutlich kontrastierenden Farben gestrichen sein, die sich ebenfalls deutlich vom Hintergrund abheben.
In der Ecke zwischen Pfosten und Querlatte messen die Farbstreifen der Tore 28 cm in jede Richtung und weisen dieselbe Farbe auf. Alle anderen Streifen müssen 20 cm lang sein. Jedes Tor muss ein Netz haben, das sogenannte Tornetz. Dieses muss derart befestigt sein, dass ein in das Tor geworfener Ball normalerweise im Tor verbleibt oder nicht durch das Tor hindurchfliegen kann. Falls notwendig, kann – im Tor hinter der Torlinie – ein weiteres Netz angebracht werden. Die Entfernung zwischen der Torlinie und diesem weiteren Netz sollte ca. 70 cm, mindestens aber 60 cm betragen.

#### Torraum
Vor den Toren befindet sich der Torraum. Er wird aus zwei Viertelkreisen mit einem Radius von sechs Metern um die jeweils innere hintere Ecke der Torpfosten und einer Linie parallel zur Torlinie in 6 m Abstand gebildet. Der Torraum darf von Feldspielern nicht betreten werden. Allerdings darf der Ball im Luftraum über dem Torraum gespielt werden, das heißt, ein Angreifer darf vor der Torraumlinie abspringen und aus kurzer Distanz auf das Tor werfen, wobei der Ball die Hand verlassen haben muss, bevor dieser Spieler den Boden berührt. Das Betreten des Torraums ohne Ball, um sich einen Vorteil zu verschaffen (zum Beispiel eine bessere Anspielposition), führt zu Ballverlust für die Mannschaft des Spielers. Die Spielfortsetzung ist Abwurf.
Ein Betreten des Kreises durch einen Abwehrspieler wird in der Regel nur dann geahndet, wenn er sich zum Zwecke der Abwehr einen Vorteil verschafft. Verhindert er dabei eine klare Torgelegenheit, ist die Spielfortsetzung ein Siebenmeterwurf (Wiederherstellung der klaren Torgelegenheit).
Im Torraum befindet sich die 4-m-Linie. Diese hat nur beim Siebenmeterwurf eine Bedeutung. Der Torwart darf in diesem Fall nicht weiter als bis zu dieser Marke aus dem Tor herauskommen, wobei einzelne Körperteile in der Luft darüber hinausragen dürfen.

#### Anwurfzone
Am 1. Juli 2022 wurde die Anwurfzone (unter Regel 1:9 mit Diagramm 1b) eingeführt. Dabei wird in der Mitte der Mittellinie ein Kreis im Radius von 2 Metern eingefügt.  Die Anwurfzone wird durch eine Kreislinie oder durch eine andere Farbe zum Spielfeld abgegrenzt.
Am 15. Mai 2022 beschloss der DHB-Bundesrat, dass auch in den Bundesligen, DHB-Ligen und in den Ligen der DHB-Landesverbände und deren Untergliederungen, die Anwurfzone obligatorisch werden soll. Das wurde in der DHB-Zusatzbestimmung festgelegt, welche in Regel 1:9 eingefügt wird. Bereits vorhandene Kreise in der Mitte der Mittellinie, die einen Durchmesser von drei bis vier Meter haben, werden in den Bereich der Landesverbände und deren Untergliederungen als Anwurfzone angesehen. Sollte kein Kreis vorhanden sein, muss eine entsprechende Fläche gekennzeichnet werden. Ein vollständiger Kreis oder eine vollständige Fläche ist dabei nicht erforderlich.

#### Auswechselraum
An einer Längsseite der Spielfläche befindet sich zu beiden Seiten der Mittellinie, außerhalb der Spielfläche, für jede Mannschaft ein Auswechselraum, in dem sich die Offiziellen, die Ergänzungsspieler und gegebenenfalls hinausgestellte Spieler aufhalten.
Ein Wechsel zwischen Auswechselraum und Spielfeld darf nur über die Auswechsellinie erfolgen, die von der Mittellinie aus jeweils 4,50 m lang ist.

### Spielzeit

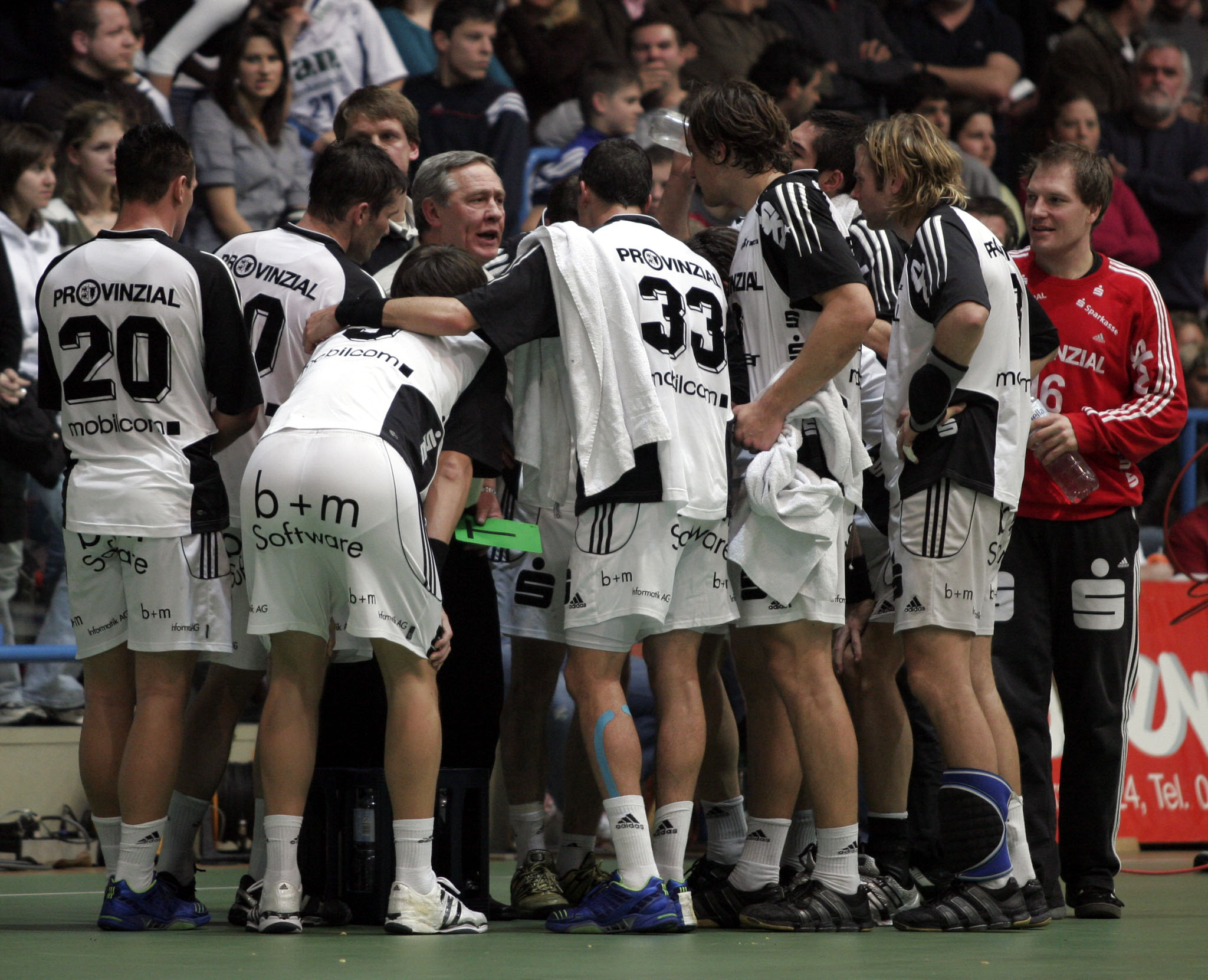
Team-Time-out in einem Bundesligaspiel

Die normale Spielzeit für alle Mannschaften ab 16 Jahren (A-Jugend, Erwachsene) beträgt 2 × 30 Minuten mit einer Pause von normalerweise 10 Minuten. Für Jugendmannschaften ist die Spielzeit wie folgt reduziert:
- 2 × 25 Minuten bei einem Alter von 12 bis 16 Jahre (C- und B-Jugend)
- 2 × 20 Minuten bei einem Alter von 8 bis 12 Jahre (bis einschließlich D-Jugend)

Bei Spielen, bei denen eine Entscheidung herbeigeführt werden muss (zum Beispiel Turniere oder DHB-Pokal), gibt es bei Unentschieden nach einer Pause von 5 Minuten Verlängerung von 2 × 5 Minuten, mit einer Halbzeitpause von 1 Minute. Steht es nach der 1. Verlängerung immer noch unentschieden, wird nach einer weiteren Pause von 5 Minuten eine 2. Verlängerung mit selbem Ablauf wie bei der 1. Verlängerung durchgeführt. Ist auch dann noch keine Entscheidung gefallen wird diese mit einem Siebenmeterwerfen herbeigeführt, hier gilt zunächst die Best-of-5-Regel. Sollte dann immer noch kein Sieger feststehen, wird abwechselnd geworfen, bis eine Entscheidung fällt.
Am Siebenmeterwerfen dürfen nur Spieler teilnehmen, die nach dem Ende der zweiten Verlängerung nicht hinausgestellt sind oder während des Spiels disqualifiziert wurden.

#### Passives Spiel

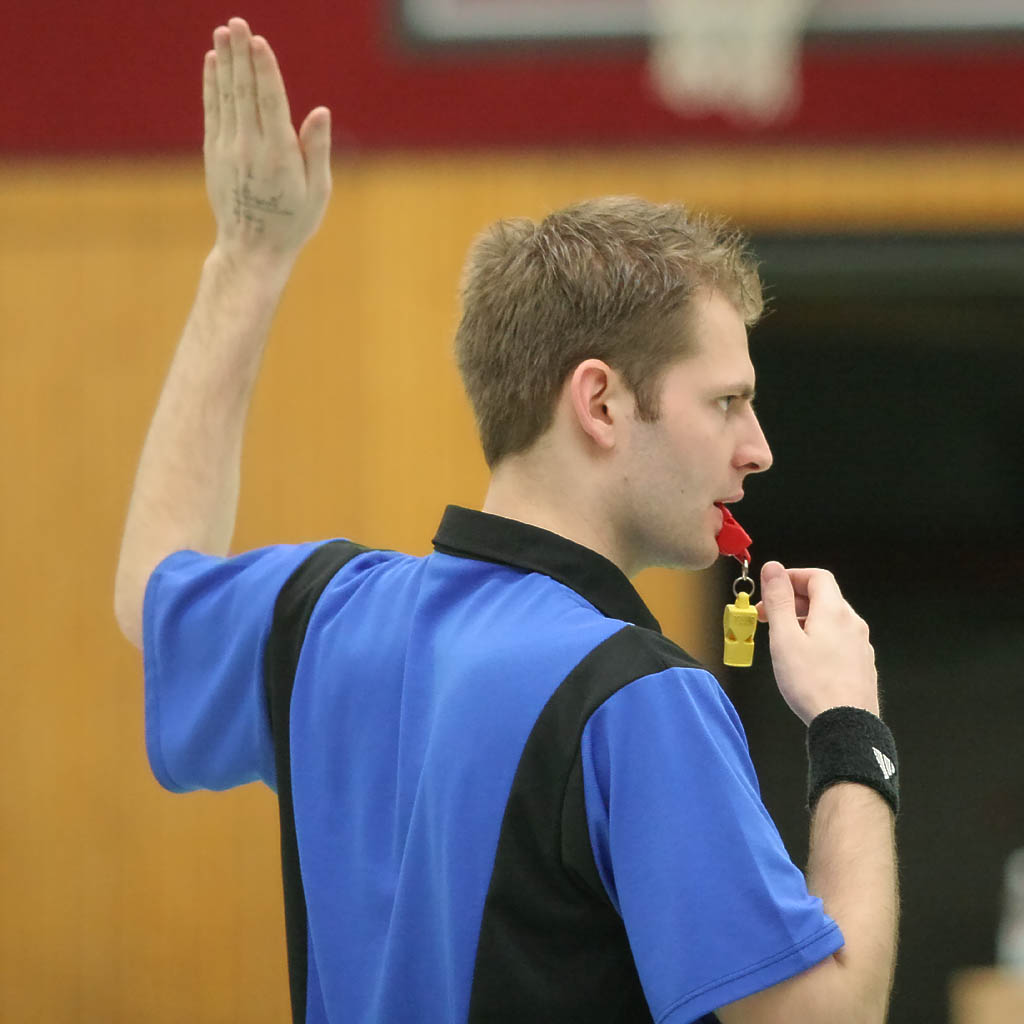
Das Vorwarnzeichen «passives Spiel», angezeigt vom Schiedsrichter

Die Regel zum Passiven Spiel verfolgt das Ziel, unattraktive Spielweisen wie das gezielte Verzögern zu unterbinden und den Spielfluss am Laufen zu halten. Der Schiedsrichter erhält das Recht, der verteidigenden Mannschaft den Ballbesitz zu geben, falls er den Eindruck bekommt, dass die angreifende Mannschaft nicht erkennbar versucht, ein Tor zu erzielen.
Erkennt ein Schiedsrichter (Feld- oder Torschiedsrichter) eine Entwicklung zu passivem Spiel, hebt er den Arm, um anzuzeigen (Vorwarnzeichen), dass ein gezieltes Herausspielen einer Torwurfgelegenheit nicht erkennbar ist. Die angreifende Mannschaft hat daraufhin 4 Pässe Zeit (falls innerhalb der 4 Pässe kein Versuch des Torabschlusses erkennbar ist, kann der Schiedsrichter auch früher eingreifen), um zum Torabschluss zu kommen, falls sie das in der Zeit nicht schafft, entscheidet einer der beiden Schiedsrichter auf passives Spiel und die verteidigende Mannschaft erhält den Ball.
Das Anzeigen des passiven Spiels bleibt nach einem Einwurf oder Freiwurf bestehen. Einzig eine progressive Strafe gegen das verteidigende Team oder ein Wurf mit Kontakt zum Tor oder Torwart hebt das Vorwarnzeichen auf.
Diese Regel sorgt nicht selten für Diskussionen während eines Spiels, da es, anders als zum Beispiel beim Basketball, wo die Dauer eines Spielzugs durch die 24-Sekunden-Uhr vorgegeben ist, einzig und allein dem subjektiven Empfinden des Schiedsrichters unterliegt, zu entscheiden, wann eine Mannschaft passiv spielt. Etwas Abhilfe verschafft eine Regeländerung, die seit dem 1. Juni 2016 in Kraft ist: nach dem Anzeigen des Warnzeichens sind nur noch sechs Pässe erlaubt — so ist zumindest die letzte und kritische Phase des passiven Spiels für Spieler und Publikum nachvollziehbar. Ab dem 1. Juli 2022 sind nur noch vier Pässe erlaubt. Wenn die vier Pässe aufgebraucht sind und es nun eine formelle Spielfortsetzung (wie Einwurf, Freiwurf) gibt, wird ein zusätzlicher Pass gewährt.
Wird kein Versuch unternommen ein Tor zu erzielen oder ein Angriff mit dem Ball zu starten, kann auch sofort auf passives Spiel erkannt werden, ohne dass zuvor ein Vorwarnzeichen gegeben wurde oder die 4 Pässe schon verbraucht sind. Dies wird in Regel 7:11 und 7:12, sowie in Erläuterung 4, definiert.

#### Siebenmeterwerfen zum Herbeiführen einer Entscheidung
Jede Mannschaft benennt fünf Spieler, die im Wechsel auf eines der Tore werfen. Das Tor wird vor dem Siebenmeterwerfen von den Schiedsrichtern ausgewählt. Durch Los wird ebenfalls vor Beginn des Siebenmeterwerfens entschieden, wer als erster wirft.
Steht es nach dem ersten Durchgang weiter unentschieden, so wird das Siebenmeterwerfen wie folgt fortgesetzt:
- Es beginnt die Mannschaft, die das erste Siebenmeterwerfen nicht begonnen hatte.
- Jede Mannschaft kann andere Werfer benennen.
- Das Siebenmeterwerfen ist beendet, wenn nach einem Wurfwechsel eine Mannschaft in Führung liegt.

Die Torhüter dürfen jederzeit während des Siebenmeterwerfens ausgewechselt werden.
Im Gegensatz zum Siebenmeter in der regulären Spielzeit (inkl. Verlängerung) gibt es beim Siebenmeterwerfen keinen Nachwurf. Sollte der Ball jedoch von Pfosten oder Latte auf den Torwart zurückprallen und dann ins Tor gehen, zählt das Tor.

#### Time-out und Team-Time-out
Gemäß Regel 2:8 haben die Schiedsrichter auf Time-out zu entscheiden, wenn:
- Eine Hinausstellung oder Disqualifikation verhängt wird
- Der Zeitnehmer oder der Delegierte pfeift
- Die Schiedsrichter sich entsprechend der Regel 17:7 beraten müssen und
- Wenn ein Antrag auf Team-Time-out bestätigt wird.

Die Schiedsrichter können nach eigenem Ermessen die Spielzeit unterbrechen. Beim Siebenmeter soll bei einer besonderen Verzögerung, zum Beispiel bei einem Torwartwechsel, auf Time-out entschieden werden.

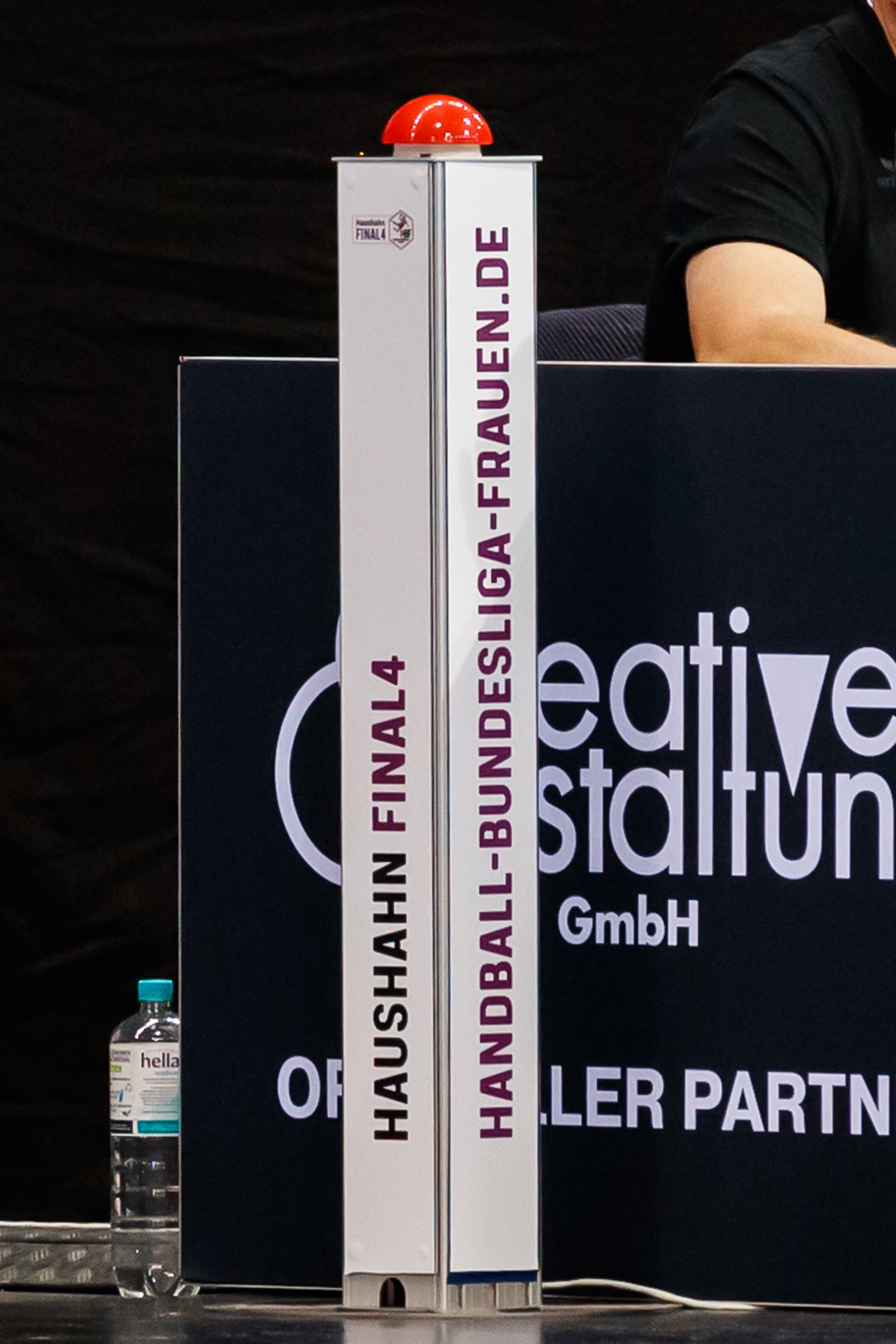
Team-Time-out-Buzzer während des DHB-Final4 der Frauen 2023

Jede Mannschaft hat jeweils einmal pro Halbzeit der regulären Spielzeit das Recht auf ein Team-Time-out (TTO) (dt.: „Auszeit“) von einer Minute Dauer. Dieses Recht kann sie nur nutzen, wenn sie in Ballbesitz ist. Das TTO wird durch den Mannschaftsverantwortlichen beantragt, indem er eine grüne Karte, die mit einem „T“ versehen ist, dem Zeitnehmer übergibt oder vor ihn auf den Tisch von Zeitnehmer und Sekretär legt. Alternativ ist bei einigen Turnieren auch ein Buzzer möglich, der zu drücken ist, statt eine Karte zu legen. Dieser unterbricht das Spiel automatisch mittels Hupe und startet die Anzeige der Auszeit.
Gemäß dem Hinweis in Regel 2:10 können IHF, die Kontinental- und Nationalverbände auch Abweichungen erlassen und ein drittes Team-Time-out zulassen. Hierbei darf in einer Halbzeit maximal zweimal ein Team-Time-out beantragt werden. In der Saison 2012/13 wurde diese Regelung in den Wettbewerben auf europäischer Ebene und in den beiden Handball-Bundesligen eingeführt.
Der Zeitnehmer unterbricht sofort das Spiel mit einem akustischen Signal (Hupe, Sirene oder Pfeife) – wenn die das TTO beantragende Mannschaft in Ballbesitz ist – und hält die Zeit an. Nach 50 Sekunden zeigt der Zeitnehmer durch ein akustisches Signal an, dass das Spiel in zehn Sekunden mit dem der Situation zum Zeitpunkt der Unterbrechung entsprechenden Wurf fortzusetzen ist.
Sollten die Schiedsrichter den Pfiff des Zeitnehmers nicht hören, wird die Zeit dennoch angehalten. Der gesamte Spielverlauf ab dem Pfiff ist ungültig, es werden keine Tore gezählt, nur persönliche Strafen bleiben erhalten. Das Spiel wird an der Stelle fortgesetzt, an dem sich der Ball zum Zeitpunkt des Pfiffs befand.
Beim Team-Time-out werden gewöhnlich Spieltaktiken besprochen. Häufig wird das TTO aber auch nur aus rein taktischen Gründen genommen, um den Spielfluss der gegnerischen Mannschaft zu unterbrechen. Es gibt in unteren Verbänden auch Spielklassen, in denen das TTO untersagt ist.

### Spielball

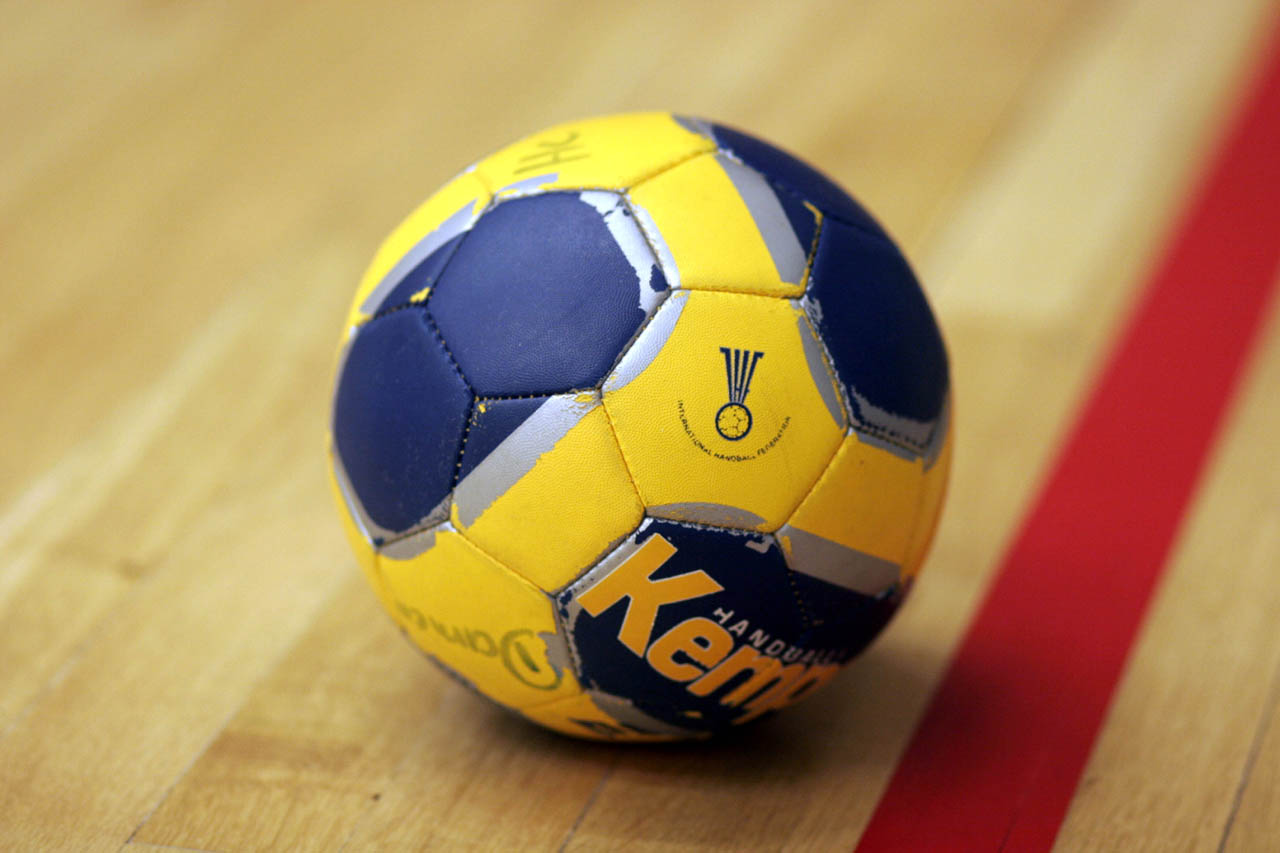
Das Spielgerät für Handball

Der Spielball besteht aus einer luftgefüllten Leder- oder Kunststoffhülle. Es werden drei Größen verwendet, dessen Umfang und Gewicht bis Ende Juni 2022 für geharzte und nicht geharzte Bälle gilt:
| Größe | Mannschaften                                                                   | Umfang [cm] | Gewicht [g] |
| III   | Männer und männliche Jugend ab U16 (mA-Jgd.)                                   | 58–60       | 425–475     |
| II    | Frauen, männl. Jugend ab U13 (mC+mB-Jgd.) und weibl. Jugend ab 14 (wB+wA-Jgd.) | 54–56       | 325–375     |
| I     | Jugend ab U11 (mE, mD, wE, wD, wC-Jugend)                                      | 50–52       | 290–330     |

Ab dem 1. Juli 2022 werden die Bälle gemäß Regel 3:2 in folgenden Umfang und Gewicht aufgeteilt:
| Größe | Mannschaften                                                                   | Ball mit Harz | Ball mit Harz | Ball ohne Harz | Ball ohne Harz |
| Größe | Mannschaften                                                                   | Umfang [cm]   | Gewicht [g]   | Umfang [cm]    | Gewicht [g]    |
| III   | Männer und männliche Jugend ab U16 (mA-Jgd.)                                   | 58–60         | 425–475       | 55,5–57,5      | 400–425        |
| II    | Frauen, männl. Jugend ab U13 (mC+mB-Jgd.) und weibl. Jugend ab 14 (wB+wA-Jgd.) | 54–56         | 325–375       | 51,5–53,5      | 300–325        |
| I     | Jugend ab U11 (mE, mD, wE, wD, wC-Jugend)                                      | 50–52         | 290–330       | 49–51          | 290–315        |

Größe und Gewicht für Bälle im „Mini-Handball“ sind in der IHF-Regel nicht festgelegt. Die inoffizielle Größe des Minihandball beträgt 48 cm Umfang (IHF-Größe 0).
Der DHB-Bundesrat hat am 15. Mai 2022 auch zu dieser Regel eine DHB-Zusatzbestimmung eingeführt. So sollen im DHB-Spielbetrieb Spielbälle der Kategorie a) verwendet werden (das sind Bälle mit Harz, nur hier soll eventuell ohne Harz gespielt werden. Der DHB will deshalb eine Arbeitsgruppe zu diesem Thema einsetzen). Folgende Ballgrößen werden eingesetzt:
- IHF-Größe 1 für die weibliche Jugend (10 bis 14 Jahre) und männliche Jugend (10 bis 12 Jahre). Dabei soll der Ballumfang 50 bis 52 Zentimeter betragen. Der Ball darf nicht weniger als 290 und nicht mehr als 330 Gramm wiegen.

- IHF-Größe 0 für weibliche und männliche Jugend (8 bis 10 Jahre). Der Ballumfang soll 46 bis 48 Zentimeter betragen. Außerdem darf der Ball nicht mehr als 260 Gramm wiegen.[4]

## Leitung des Spiels

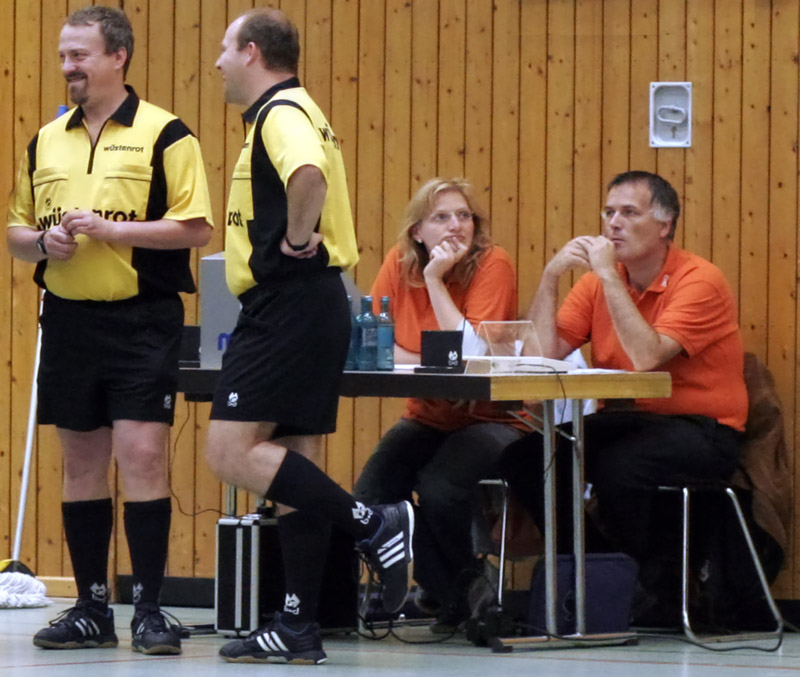
Schiedsrichter (links) mit Kampfgericht

Jedes Spiel wird normalerweise von zwei Schiedsrichtern geleitet, die die Einhaltung der Regeln überwachen. Spiele der unteren Jahrgänge (Mini bis C-Jugend), sowie in unteren Spielklassen der oberen Jahrgänge (B-, A-Jugend und Aktive) werden meist nur von einem Schiedsrichter geleitet. Sie haben das Recht, den Spielablauf jederzeit zu unterbrechen, falls eine Regelverletzung stattgefunden hat. Ihre Entscheidungen über Spielsituationen sind für beide Mannschaften bindend (sog. „Tatsachenentscheidung“). Dabei kommt der eine als Torschiedsrichter, der andere als Feldschiedsrichter zum Einsatz, jeweils mit eigenem Aufgabenbereich je nach Aufstellung der Mannschaften und Spielsituation.
Die Schiedsrichter zählen die Tore, Strafen und sind letzte Instanz bei Unklarheiten über die Spielzeit.

### Kampfgericht
Unterstützt werden die Schiedsrichter durch ein Kampfgericht, das sich aus Zeitnehmer und Sekretär zusammensetzt, in höherklassigen Spielen kommen noch Technische Delegierte der Verbände zum Einsatz, die die Arbeit des Kampfgerichts überprüfen und bei Vergehen der „Bank“ auch ins Spiel eingreifen dürfen.
Der Sekretär führt das Spielprotokoll, in dem Torfolge und Strafen notiert werden. Änderungen an der Spielerliste werden von ihm bei Bedarf vorgenommen.
Der Zeitnehmer überprüft die Spielzeit und sorgt dafür, dass die öffentliche Zeitmessanlage auf Anforderung angehalten bzw. fortgesetzt wird. Zudem ist er zuständig für die Einhaltung der Strafzeiten und die Dauer des Team-Time-out.
Gemeinsam kontrollieren die Kampfrichter die Spieleranzahl und achten auf Fehler bei Ein- und Auswechselungen. Sie müssen die Schiedsrichter darüber informieren, die dann Sanktionsmöglichkeiten haben.

### Vorteilsgedanke
Bei der Spielleitung steht immer der Spielfluss im Vordergrund: Bei Regelwidrigkeiten der abwehrenden Mannschaft wird das Spiel nicht sofort unterbrochen, sondern abgewartet, ob sich eine Torgelegenheit für die Angreifer ergibt. Strafen können und sollen nachträglich gegeben werden, dabei führt ein Fehlverhalten der Angreifer zu einem sofortigen Erlöschen des Vorteils, nicht aber zum Verfall der Strafen.
Hält beispielsweise ein Spieler bei einem Einwurf den Abstand zum Einwerfenden nicht ein, der Schiedsrichter erkennt aber, dass ein Angreifer in guter Position steht, angespielt wird und ein Tor erzielt. Noch vor dem Anwurf wird der fehlbare Spieler der Verteidiger mit einer gelben Karte (oder der entsprechenden folgenden) bestraft, und das Tor zählt.

## Regelverstöße

### Strafen
Grundsätzlich sollen Schiedsrichter eine progressive Linie aufbauen, das heißt die Strafen aufeinander aufbauen lassen. Zuerst sollte eine gelbe Karte gezeigt oder eine Mannschaft einmalig ermahnt werden, dann folgen die härteren Strafen bis hin zur Disqualifikation. Mehrere Verstöße in derselben Situation führen zur härtesten Strafe.
Die Progression muss nicht um jeden Preis eingehalten werden, für entsprechende Vergehen kann direkt zu härteren Strafen gegriffen werden.
Vergehen können während der eigentlichen Spielzeit, während der Pause und vor dem Spiel geahndet werden, wobei vor dem Spiel ausgesprochene Strafen bis zur Disqualifikation reichen, aber keine Auswirkungen auf das Spiel haben: Die bestrafte Mannschaft darf sich komplettieren und muss nicht in Unterzahl beginnen. Für Vergehen nach dem Spiel ist nur ein schriftlicher Bericht an die entsprechende Instanz möglich.

#### Verwarnung

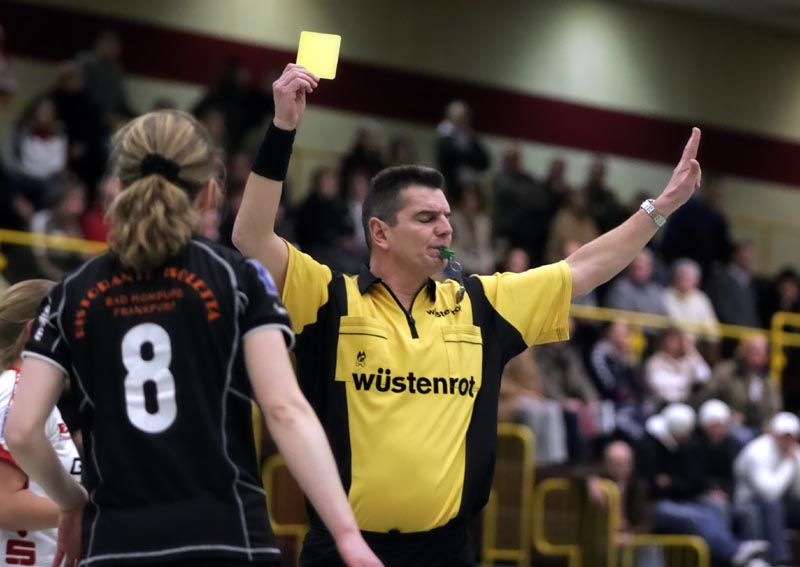
Die Verwarnung wird mit der Gelben Karte angezeigt

Die Verwarnung wird durch eine gelbe Karte für Zeitnehmer/Sekretär und den betreffenden Spieler angezeigt und hat prinzipiell keine Auswirkungen auf das momentane Spielgeschehen, außer dass der nächste Wurf angepfiffen werden muss. Jeder Spieler soll nur einmal verwarnt werden, danach folgt selbst für ein ähnliches Vergehen eine Hinausstellung. Gegen eine Mannschaft sollten nicht mehr als drei Verwarnungen, gegen Offizielle nicht mehr als eine Verwarnung ausgesprochen werden.
Vergehen, die mit Verwarnung bestraft werden können, sind
- Entreißen oder Herausschlagen des Balles aus den Händen
- Sperren oder Wegdrängen mit Armen, Händen oder Beinen
- Klammern oder Festhalten an/von Körper oder Spielkleidung
- Anstoßen, Anrennen oder Anspringen

Aktionen, die primär gegen den Körper und nicht gegen den Ball gehen, sind mit Verwarnung zu bestrafen. Da körperlicher Einsatz gegen den Gegenspieler jedoch zum normalen Handballspiel gehört, muss ein körperliches Vergehen mit einer gewissen Intensität erfolgt sein, um bestrafungswürdig zu sein.
Mit einer Verwarnung zu bestrafen ist unsportliches Verhalten, beispielsweise:
- Protest gegen eine Schiedsrichterentscheidung
- verbale und nonverbale Versuche, den Schiedsrichter zu beeinflussen
- einen anderen Spieler verbal oder nonverbal zu stören oder zu behindern (z. B. Anschreien, um ihn abzulenken)
- Verzögerung einer Wurfausführung der gegnerischen Mannschaft (Nichteinhalten des 3-m-Abstandes etc.)
- Schauspielerei, um ein Vergehen vorzutäuschen, eine Spielzeitunterbrechung zu bewirken oder eine Strafe zu provozieren
- aktives Abwehren von Würfen oder Pässen mit Fuß oder Unterschenkel (Schließen der Beine aus Reflex wird nicht bestraft)
- wiederholtes Betreten des Torraums aus taktischen Gründen

#### Hinausstellung

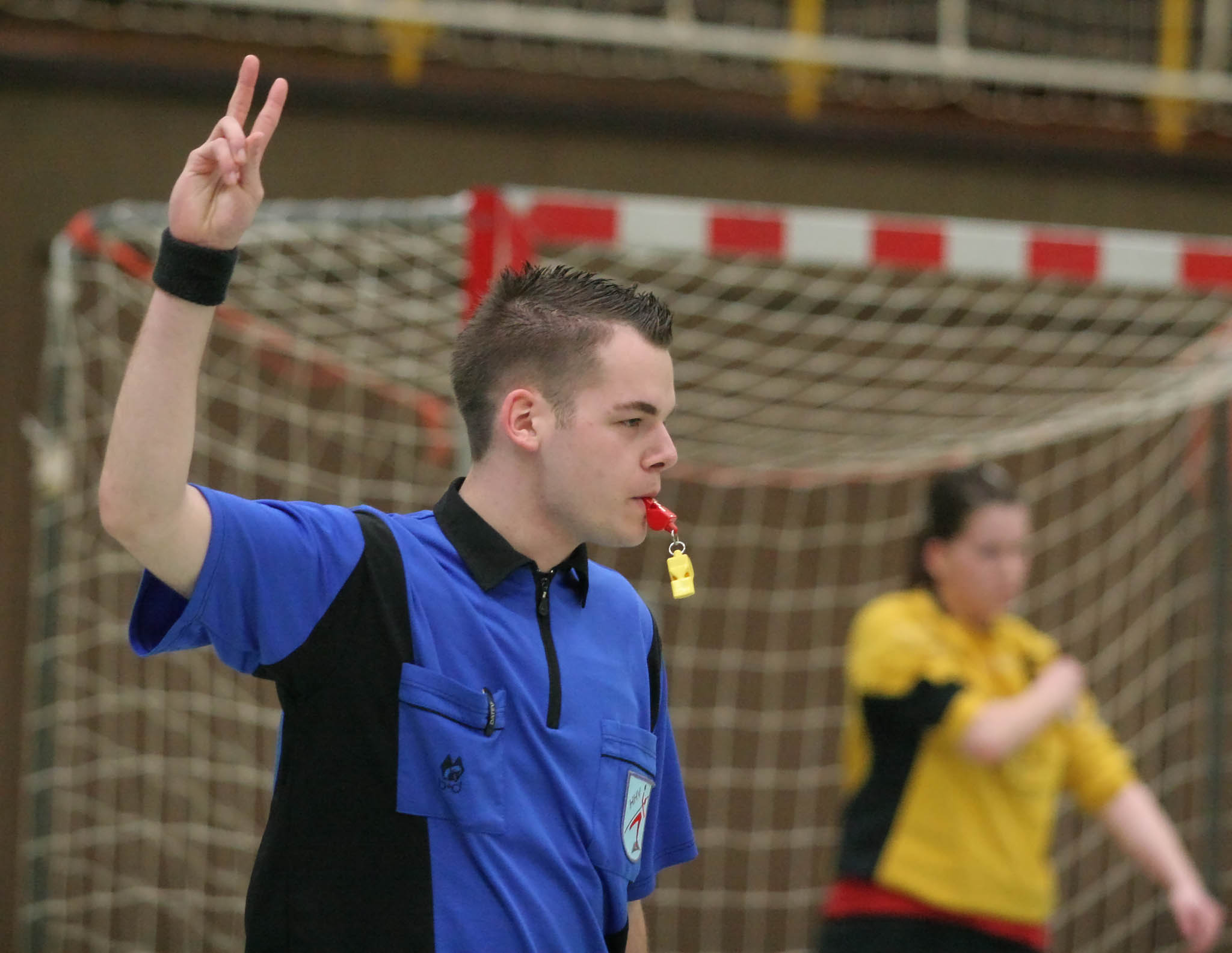
Zwei-Minuten-Zeitstrafe

Obige Vergehen, die sich nach Verwarnung (oder Aufbrauch des Karten-Kontingents) wiederholen, werden mit der nächsten Stufe der Progression bestraft. Das führt zu einer Reduzierung der Anzahl der Spieler der betroffenen Mannschaft auf der Spielfläche für zwei Minuten.
Des Weiteren werden in folgenden Situationen sofort Hinausstellungen ausgesprochen, wenn ein Spieler die Gefährdung eines Gegenspielers in Kauf nimmt:
- Vergehen bei hoher Laufgeschwindigkeit oder mit hoher Intensität
- den Gegenspieler längere Zeit festhalten oder zu Boden ziehen
- Vergehen gegen Kopf, Hals oder Nacken
- starker Schlag gegen den Körper oder gegen den Wurfarm
- der Versuch, den Gegenspieler aus der Körperkontrolle zu bringen
- mit hoher Geschwindigkeit in den Gegenspieler hineinlaufen oder -springen

In folgenden Situationen wird ebenfalls eine Hinausstellung ausgesprochen:
- bei einem Wechselfehler
- nach einer Disqualifikation
- bei unsportlichem Verhalten, wie
  - lautstarkem Protest, intensivem Gestikulieren und provokativem Verhalten
  - bei einer Entscheidung gegen die eigene Mannschaft den Ball nicht sofort niederlegen
  - beim Blockieren des Balls im Auswechselraum
  - Wurf des Balls gegen den Kopf des Torwarts in einer offenen Spielsituation (es darf kein Verteidiger zwischen Torwart und Werfer sein), dabei muss der Kopf zuerst Kontakt mit dem Ball haben. Prallt der Ball vom Körper gegen den Kopf, gibt es keine Strafe. (Am 1. Juli 2022 eingeführt.)

Eine Hinausstellung wird dem Spieler oder Offiziellen und dem Zeitnehmer/Sekretär durch Hochhalten des gestreckten Armes mit zwei erhobenen Fingern angezeigt.
Wird ein Spieler zum dritten Mal hinausgestellt, wird gegen den betreffenden Spieler zusätzlich eine Disqualifikation ohne Bericht durch zusätzliches Zeigen der roten Karte ausgesprochen.
Gegen die Offiziellen einer Mannschaft darf nur einmal auf Hinausstellung erkannt werden. Dabei muss die Mannschaft um einen Spieler für die Zeit von 2 Minuten reduziert werden. Der bestrafte Offizielle ist trotz Hinausstellung teilnahmeberechtigt und darf seiner Tätigkeit weiter nachgehen.

#### Disqualifikation

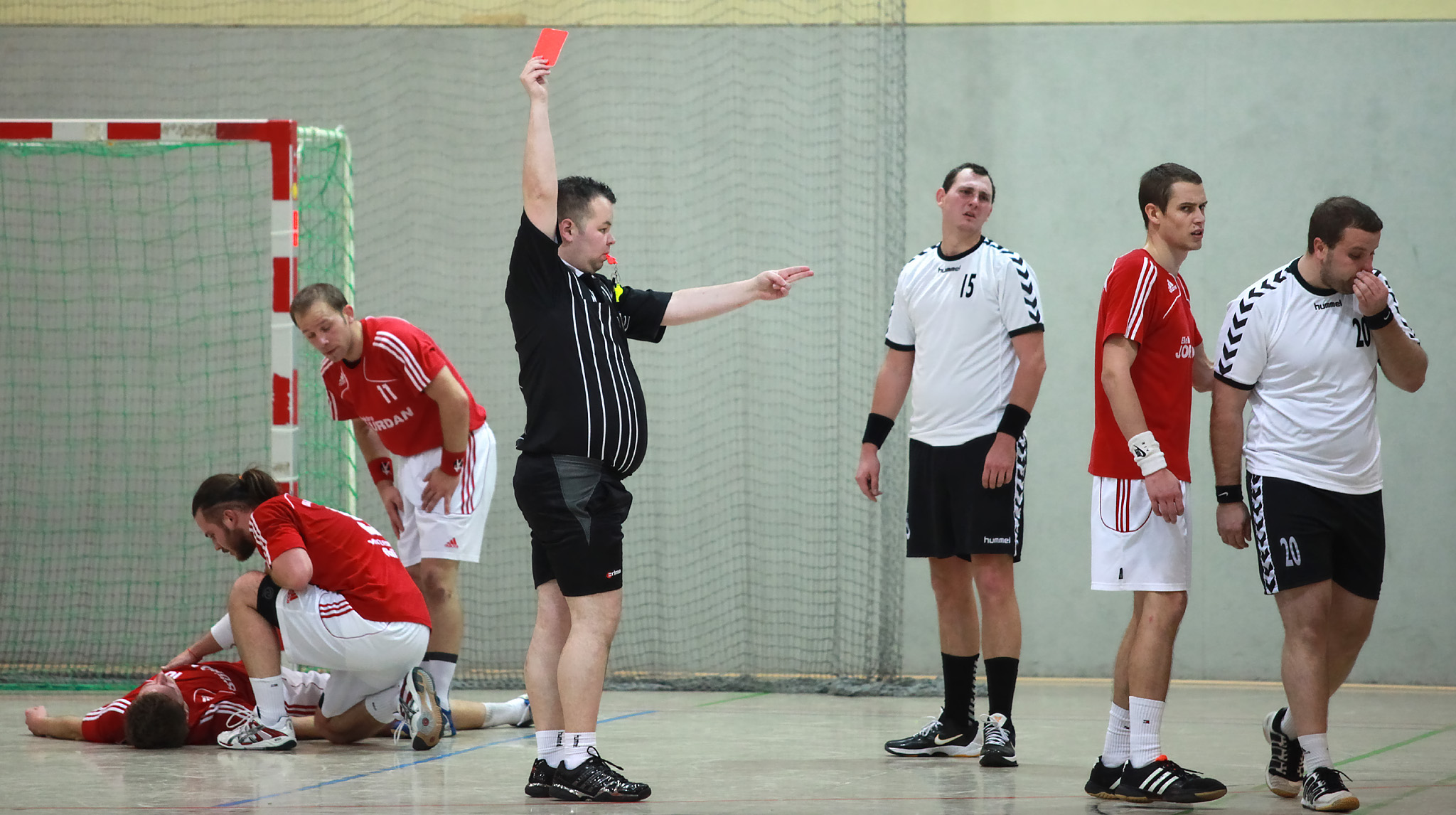
Die Disqualifikation wird mit der Roten Karte angezeigt

Seit der Regeländerung 2016 gibt es drei Arten der Disqualifikation:
- Disqualifikation ohne schriftlichen Bericht
- Disqualifikation mit schriftlichem Bericht
- Disqualifikation und Siebenmeter (in den meisten Fällen ohne Bericht, jedoch auch mit Bericht möglich)

Eine Disqualifikation wird dem Kampfgericht und dem fehlbaren Spieler/Offiziellen durch eine rote Karte angezeigt. Entscheidet der Schiedsrichter auf Disqualifikation mit Bericht, wird dies seit dem 1. Juli 2016 nach dem Zeigen der Roten Karte mit der Blauen Karte angezeigt und muss nicht mehr wie früher mündlich deklariert werden.
Die Disqualifikation gilt für den Rest der Spielzeit. Der Spieler/Offizielle muss sofort die Spielfläche und den Auswechselraum verlassen. Er darf in keiner Form mehr Kontakt zur Mannschaft haben. Die Mannschaft wird um einen Spieler auf der Spielfläche reduziert, darf aber nach zwei Minuten wieder mit einem Spieler auffüllen. Eine Disqualifikation ohne schriftlichen Bericht hat keine weiteren Folgen.
Eine Disqualifikation ohne schriftlichen Bericht wird gegeben bei:
- gesundheitsgefährdenden Angriffen:
  - eine Aktion gegen den Gegner, die dessen Verlust der Körperkontrolle im Lauf, Sprung oder während der Wurfausführung verursacht
  - eine aggressive Aktion gegen ein Körperteil des Gegners, insbesondere Gesicht, Hals, Nacken
  - rücksichtsloses Verhalten beim Vergehen
- grob unsportlichem Verhalten:
  - demonstratives Wegwerfen oder -schlagen des Balls nach einer Schiedsrichterentscheidung
  - demonstratives Verweigern des Torwarts, einen Siebenmeter zu halten
  - den Ball während einer Spielunterbrechung absichtlich auf einen Gegner werfen (kann auch als besonders grob unsportlich gewertet werden)
  - das Treffen des Kopfes des Torwartes beim Siebenmeter, wenn der den Kopf nicht Richtung Ball bewegte
  - das Treffen eines Abwehrspielers am Kopf beim Freiwurf, wenn dieser den Kopf nicht Richtung Ball bewegte

Seit der Regeländerung 2010 wird auch ein Torwart disqualifiziert, der bei einem Gegenstoß den Ball abfangen möchte und einen Zusammenprall zwischen sich und dem Angriffsspieler bewirkt. Stürmerfoul gibt es in dieser Situation nicht, außer der Schiedsrichter erkennt klar, dass der Angreifer mit diesen Zusammenstoß eine Disqualifikation provozierte.
Eine Disqualifikation mit schriftlichem Bericht wird gegeben bei:
- besonders rücksichtslosem oder besonders gefährlichem Vergehen
- vorsätzlicher oder arglistiger Aktion ohne jeden Bezug zur Spielhandlung
- besonders grob unsportlichem Verhalten, darunter fällt beispielsweise:
  - verbale oder nonverbale Beleidigung oder Bedrohung einer anderen Person (Spieler, Offizielle, Schiedsrichter, Zeitnehmer, Sekretär, Zuschauer etc.)
  - das Eingreifen eines Offiziellen ins Spielgeschehen
  - das Vereiteln einer klaren Torgelegenheit durch einen Spieler, der unerlaubt das Spielfeld betritt

Die Gründe für eine Disqualifikation werden im Spielprotokoll dargelegt.
Eine Disqualifikation mit Siebenmeter wird gegeben, wenn:
- die letzten 30 Sekunden der zweiten Halbzeit (und/oder in der Verlängerungsphase der zweiten Halbzeit) laufen und
- wenn die Spielzeit nicht unterbrochen wurde und
- die abwehrende Mannschaft ein Vergehen begeht, welches auch in der restlichen Spielzeit direkt zur Disqualifikation (Foul oder Unsportlichkeit) geführt hätte oder
- die abwehrende Mannschaft, falls der Ball nicht im Spiel ist, durch ein unsportliches Vergehen, welches in der restlichen Spielzeit zur Hinausstellung führt, eine Wurfausführung verhindert.

Die Strafe kann mit den normalen Bestimmungen mit einem schriftlichen Bericht kombiniert werden.
Falls vor dem Pfiff des Schiedsrichters schon ein Tor erzielt wurde, entfällt der Siebenmeter.

## Ausführung von Würfen
Alle Würfe, die nach einer Spielunterbrechung auszuführen sind, haben folgendes gemeinsam:
- Der Wurf muss von der richtigen Stelle ausgeführt werden, dabei gibt es aber je nach Entfernung zum Tor bis zu drei Meter Toleranz (am eigenen Torraum)
- Der Ball muss sich in der Hand des Werfers befinden
- Ein Fuß muss permanent den Boden berühren (außer beim Abwurf)
- Sobald der Ball die Hand verlassen hat, ist der Wurf ausgeführt (außer beim Abwurf)
- Jeder Wurf kann zu einem Tor führen (Der Abwurf kann aber zu keinem Eigentor führen.)
- Andere Spieler müssen ihre korrekte Position behalten, bis der Wurf ausgeführt ist (außer Anwurf)
- Der Wurf muss angepfiffen werden, wenn
  - Stellungen von Spielern korrigiert wurden
  - eine Strafe oder Ermahnung ausgesprochen wurde
  - die Zeit angehalten wurde
  - immer bei Anwurf und 7-Meter-Wurf
- Nach einem Anpfiff werden Fehler nicht mehr korrigiert, sondern führen zu
  - einem Freiwurf, wenn die ballbesitzende Mannschaft einen Fehler begeht
  - einem Freiwurf, wenn die nicht-ballbesitzende Mannschaft einen Fehler begeht und der ballbesitzenden ein Nachteil entsteht

### Anwurf
Zu Beginn jeder Halbzeit und nach Torgewinn ist ein Anwurf auszuführen. Dafür müssen sich Ball und ausführender Spieler in der Anwurfzone befinden. Er muss aber einen Fuß in der Anwurfzone haben und darf nicht mit irgendeinen Körperteil die Anwurfzonenlinie überschreiten, bis der Anwurf ausgeführt ist. Auch seine Mitspieler dürfen sich frei in der Anwurfzone bewegen, auch in der gegnerischen Hälfte. Gegenspieler dürfen sich außerhalb der Anwurfzone aufhalten. Allerdings darf nicht die Begrenzung der Anwurfzone, der Ball oder der ausführende Spieler berührt werden. Die Mitspieler dürfen unmittelbar nach Anpfiff in die gegnerische Hälfte laufen; der Anwerfende hat nach dem Pfiff drei Sekunden Zeit, um den Anwurf auszuführen. Bis zur Ausführung darf er beliebig viele Schritte mit dem Ball in der Hand machen.

### Einwurf
Auf Einwurf wird entschieden, wenn der Ball die Seitenlinie vollständig überquert hat oder wenn ein Feldspieler der abwehrenden Mannschaft den Ball zuletzt berührt hat, bevor dieser die Torauslinie seiner Mannschaft überquert hat. Fälschlicherweise wird dies auch oft als „Ecke“ bezeichnet. Das Regelwerk definiert aber beide Fälle als Einwurf; den Wurf Ecke gibt es beim Handball nicht.
Hat der sich in seinem Torraum befindliche Torwart den Ball zuletzt berührt, bevor er die Torauslinie überquert, dann ist auf Abwurf zu entscheiden.
Wenn der Ball die Decke oder über der Spielfläche befestigte Vorrichtungen berührt, ist ebenfalls auf Einwurf zu entscheiden.
Beim Einwurf muss ein Fuß auf der Linie sein, der andere darf inner- oder außerhalb des Feldes gesetzt werden. Hier gilt ein Abstand von drei Metern, außer die Gegenspieler stehen an ihrer Torraumlinie, die Mitspieler des Werfers dürfen sich auf dem ganzen Feld aufhalten.

### Abwurf
Beim Abwurf kann kein Eigentor erzielt werden und er gilt erst als ausgeführt, wenn der Ball die Torraumlinie überschritten hat, die Gegenspieler müssen den obligatorischen 3-Meter-Abstand nicht einhalten.

### Freiwurf
Eine Regelwidrigkeit, die näher als neun Meter vom gegnerischen Tor zum Freiwurf führt, wird an der gestrichelten 9-Meter-Linie ausgeführt, ansonsten am Ort des Vergehens. Während der Ausführung müssen Werfer und alle seine Mitspieler außerhalb des 9-Meter-Raumes stehen und auch dort bleiben, bis der Ball die Hand des Werfers verlassen hat.
Eine Besonderheit ist ein Freiwurf, der nach dem Schluss- oder Halbzeitsignal ausgeführt wird (Regelwidrigkeit kurz vor Spielende/Halbzeit). Die abwehrende Mannschaft darf nicht mehr wechseln, die Angreifer genau einen Spieler. Beim Ausführen darf nur der Werfer am Wurfort stehen, seine Mitspieler müssen drei Meter Abstand von ihm halten.

### Siebenmeter

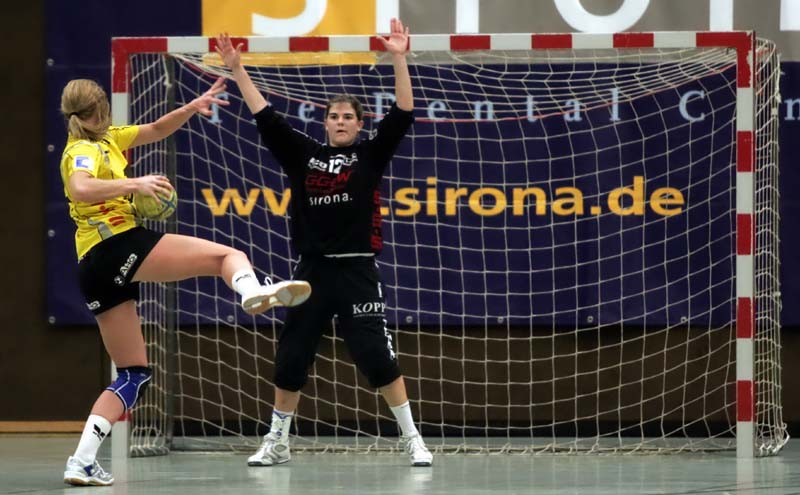
Ein Siebenmeterwurf

Dieser Wurf stellt eine regelwidrig genommene klare Torgelegenheit wieder her: Wenn der Werfer ungehindert zum Wurf kam und durch ein Foul oder Betreten des Torraums an einem Erfolg gehindert wurde, müssen die Schiedsrichter wieder Chancengleichheit herstellen. Dabei stellt sich der Werfer vor die 7-Meter-Markierung (er darf dabei bis zu einem Meter davor stehen) und führt den Wurf nach Anpfiff aus. Der Torwart darf bis zur 4-Meter-Markierung gehen und Gliedmaßen in der Luft auch darüber halten. Alle anderen Spieler positionieren sich außerhalb der 9-Meter-Linie, mit mindestens 3 Meter Abstand zum Schützen und dürfen diesen Raum erst betreten, nachdem der Ball die Hand des Schützen verlassen hat. Verstößt ein Spieler gegen diese Regel, gibt es mehrere Möglichkeiten:
Angreifer, Ball vorbei oder gehalten
Spiel wird mit Abwurf fortgesetzt
Angreifer, Ball geht ins Tor
Freiwurf für die abwehrende Mannschaft
Verteidiger, Ball vorbei oder gehalten
Wiederholung des 7-Meter-Wurfs
Verteidiger, Ball geht ins Tor
Tor zählt, Spiel wird mit Anwurf fortgesetzt

## IHF-Handzeichen
Im Handball existieren 17 offizielle Handzeichen. Der Schiedsrichter zeigt bei einem Pfiff unterstützend mit den Händen, welcher Verstoß gerade geahndet bzw. welche Regel angewendet wurde. Man unterscheidet zwischen folgenden Handzeichen:
(1) Betreten des Torraums – Linke Hand zeigt auf Torlinie.

(2) Fang-, Prell- oder Tippfehler – Beide Hände bewegen sich gegengleich auf und ab.

(3) Schritt- oder Zeitfehler – Beide Hände umkreisen einander.

(4) Umklammern, Festhalten oder Stoßen – Fäuste berühren sich.

(5) Schlagen – Rechte Hand schlägt auf ausgestreckte linke.

(6) Stürmerfoul – Faust der rechten Hand schlägt in linke.

(7) Einwurf – Richtung – Beide Arme zeigen ausgestreckt in Richtung des Einwurfs.

(8) Abwurf – Rechter Arm ist ausgestreckt; rechte Hand zeigt zum Boden.

(9) Freiwurf – Richtung – Ein Arm zeigt ausgestreckt in Richtung des Freiwurfs.

(10) Nichtbeachten des 3-Meter-Abstandes – Beide Arme sind ausgestreckt, beide Hände zeigen nach oben.

(11) Passives Spiel – Rechter Arm ist ausgestreckt, linke Hand greift rechten Arm.

(12) Torgewinn – Linker Arm zeigt ausgestreckt nach oben.

(13) Verwarnung (gelb) – Disqualifikation (rot) – Information schriftlicher Bericht (blau) – Rechte Hand erhebt gelbe, rote bzw. blaue Karte, linke zeigt auf betreffenden Spieler/Offiziellen.

(14) Hinausstellung – Zwei Finger der rechten Hand zeigen nach oben, linke zeigt auf betreffenden Spieler/Offiziellen.

(15) Time-out – Hände bilden T

(16) Erlaubnis für zwei teilnahmeberechtigte Personen zum Betreten
der Spielfläche bei Time-out

(17) Warnzeichen für passives Spiel – Linker Arm ist erhoben.
(Bilder der Handzeichen: siehe unter Weblinks, PDF-Dokument des offiziellen Regeltextes.)
Im Regelwerk werden den Schiedsrichtern keine verbindlichen Pfiffsignale vorgeschrieben. Allgemein üblich sind folgende:
Einfacher Pfiff: Anpfiff und Spielunterbrechung
Doppelter Pfiff: Torgewinn
Dreifacher Pfiff: Time-out und falls kein Schlusshorn erklingt bei Halbzeit- und Spielende.